# Аљоша Попович
Аљоша Попович (рус. Алёша Попович, син кнеза) је најмлађи легендарни јунак руске епске традиције. 
Аљоша је један од тројце богатира. У Руским билинама, он је био описиван као снажан син кнеза који је побеђивао противнике својом мудрошћу и сналажљивошћу. Победио је змаја Тугарина Змајевича тако што га је надмудрио. У каснијим верзијама бајке је змај био замењен монголским ханом. Овај јунак није само оличење храброг ратника, већ и довитљивог, сналажљивог, лукавог момка који код читалаца, због своје харизме, изазива топле емоције. 